# 竹村実悟
竹村 実悟（たけむら まさと、2005年〈平成17年〉11月3日 - ）は、日本のアイドル、俳優、ジュニア。
神奈川県出身。STARTO ENTERTAINMENT所属。

## 来歴
小学1年生の時Kis-My-Ft2のコンサートに行ったことをきっかけに様々なコンサートに行くようになる。その後『滝沢歌舞伎』の殺陣を見て3年生の時にアイドルになろうと決め、4年生からダンススクール、5年生からアクロバット教室にも通い始める。その後履歴書を送り始めたがなかなか書類選考に通らず、諦めそうになりながらも送り続ける。中学2年生の時にオーディションの日程を知らせる電話を母親が受け、同年7月7日、ジャニーズ事務所に入所。
2023年4月、初の外部出演となる舞台『「椿説 三銃士」〜One for all, All for one?〜』で小鯛詩恩と共にW主演を務める。
同年7月 - 8月開催のイベント「テレビ朝日・六本木ヒルズ 夏祭り SUMMER STATION」でのジャニーズJr.による公演『マイナビ サマステライブ2023 俺たちがミライだ!!』の限定ユニットとして結成されたミライBoys 24のメンバーに選ばれる。
2025年6月、『サムライモード』で舞台単独初主演を務める。

## 人物
趣味はダンス、アクロバット、散歩、コイン磨きで特技はダンス、アクロバットの他にトリッキング、殺陣。憧れの先輩は屋良朝幸。

## 出演

### テレビドラマ
- 文豪少年!〜ジャニーズJr.で名作を読み解いた〜 第1話（2021年3月21日、WOWOW）[10][11]
- ザ・ハイスクール ヒーローズ 第1話（2021年7月31日、テレビ朝日）[12]

### テレビ番組
- ジャニーズJr.ランド NEO→ジュニランNEO（2023年4月28日 - TBSチャンネル1 / SPOOX）[13][14]

### ネット配信
- ワイルドトリッパー!!（2025年4月10日 - 、Prime Video）[15]

### 舞台
- 『椿説 三銃士』〜One for all, All for one？〜（2023年4月28日 - 5月7日、ヒューリックホール東京 / 5月12日 - 14日、COOL JAPAN PARK OSAKA TTホール） - 主演・ジルー 役（小鯛詩恩とW主演）[16]
- 少年たち あの空を見上げて（2022年9月11日 - 10月13日、新橋演舞場 / 10月28日 - 11月6日、御園座） - 看守役
- JOHNNYS' World Next Stage（2023年1月1日 - 26日、帝国劇場）[17][18]
- 少年たち 闇を突き抜けて（2023年10月4日 - 28日、新橋演舞場）[19]
- 帝国劇場2024年新春公演 Act ONE（2024年1月1日 - 27日、帝国劇場）[20]
- 祭 GALA（2024年4月1日 - 29日、新橋演舞場）[21]
- MASSARA（2024年9月4日 - 29日、新橋演舞場） [22]
- サムライモード（2025年6月4日 - 9日、紀伊國屋サザンシアター TAKASHIMAYA / 6月13日 - 15日、AiiA 2.5 Theater Kobe） - 主演・ガラクシャ 役[8]
- ANDO（2025年9月5日 - 28日予定、新橋演舞場 / 10月9日・10日予定、広島文化学園HBGホール / 10月17日 - 25日予定、大阪松竹座）[23]

### コンサート
- ALL Johnnys' Jr. 2023わっしょいCAMP! in Dome（2023年7月16日・17日、京セラドーム大阪 / 8月19日・20日、東京ドーム）[24]
- マイナビ　サマステライブ2024　SUMMER GO！MIRAI GO！東だ！西だ！全員集合（2024年7月19日 - 28日、EX THEATER ROPPONGI）[25]
- SHOWbiz 2025（2025年1月5日 - 13日、有明アリーナ）[26]
- 東京ジュニア Next Generation 2025（2025年7月30日 - 8月1日、EX THEATER ROPPONGI / 8月7日 - 16日予定、大阪松竹座）[27][28]

### イベント
- 第40回 マイナビ 東京ガールズコレクション 2025 SPRING/SUMMER（2025年3月1日、国立代々木競技場第一体育館）[29]
- 駆アガル！〜あべこべ男子に憧れて〜（2025年3月22日・23日、ぴあアリーナMM）[30][31]